# Montpellier Business School
Montpellier Business School (Groupe Sup de Co Montpellier) je europska poslovna škola s razvedenim kampusom smještenim u Montpellier. Osnovana 1897. godine.
MBS je Financial Times 2019. rangirao na 69. mjesto među europskim poslovnim školama.
Svi programi imaju trostruku akreditaciju međunarodnih udruga AMBA, EQUIS, i AACSB. Škola ima istaknute apsolvente u poslovnom svijetu i u politici, kao što su primjerice Eric Besson (bivši francuski ministar).

## Vanjske poveznice
- Službena stranica  Arhivirana inačica izvorne stranice od 13. listopada 2020. (Wayback Machine)